# Maurice Prin
Pour les articles homonymes, voir Prin.
Maurice Prin, né le 9 décembre 1928 à Toulouse (Haute-Garonne) dans le quartier d'Empalot et mort dans la même ville le 27 décembre 2019, est un restaurateur et conservateur français.

## Biographie

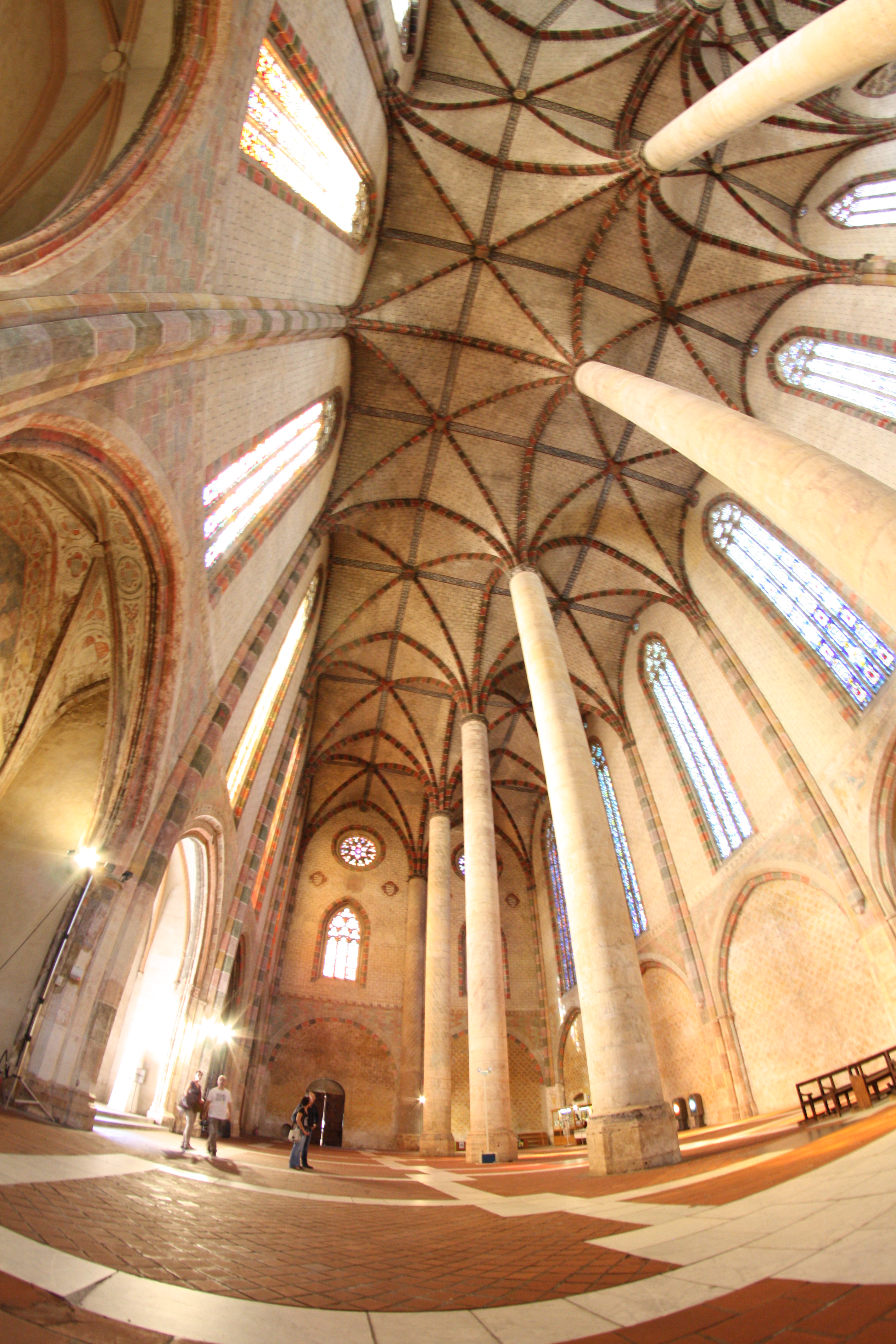
Vue des voûtes de l'église des Jacobins.

Après des études d'ébénisterie, il devient encadreur dans une galerie tout en se passionnant pour cet imposant monument toulousain de briques roses datant du XIIIe siècle qu'il a découvert, à l'âge de quinze ans, en 1943 dans un état voisin de l'abandon : l'ensemble conventuel des Jacobins. Il passe alors tous ses loisirs à étudier les documents s'y rapportant et décide de participer désormais par tous les moyens possibles au sauvetage de cet édifice exceptionnel long de 80 mètres, large de 20 mètres, et d'une hauteur sous voûte de 28 mètres.
Il ne se doute pas alors de l'immensité de la tâche qui l'attend et qui occupera la plus grande partie de sa vie ; il n'imagine pas non plus que cela le conduira à être nommé plus tard Conservateur honoraire de ces lieux qui le fascinent. Il sera officiellement reconnu comme étant l'homme ayant évité que tombe en ruine l'église des Frères prêcheurs, où sont déposées sous l'autel depuis le 22 octobre 1974 les reliques de Thomas d'Aquin. Épaulé notamment par la municipalité qui, en 1952, lui donne le titre de « gardien des lieux », Maurice Prin, entouré d'archéologues et de passionnés d'Histoire, œuvra quotidiennement pendant cinquante ans à la réhabilitation de cet ancien couvent de l'Ordre des dominicains. Les éléments du cloître avaient en effet été dispersés, le terrain servait de cour de récréation au lycée Pierre-de-Fermat, tandis que l'église à l'architecture unique, une double nef gothique, avait subi de graves dommages lorsque l'armée du Premier Empire l'avait transformée en écurie pour la cavalerie. Par la suite, le bâtiment avait été laissé à l'abandon, certains locaux servant occasionnellement de lieux d'expositions et d'entrepôts.
C'est aujourd'hui le monument historique le plus visité de Toulouse sur le  chemin de Saint-Jacques-de-Compostelle, après la basilique Saint-Sernin.
L'impasse qui donne accès à l'entrée principale porte son nom.
En tout, il a consacré 60 ans de sa vie à la restauration du couvent.
Maurice Prin a été fait chevalier de l'Ordre de Saint-Grégoire-le-Grand.
Le 19 janvier 2023, Maurice Prin est réinhumé dans l'église des Jacobins, dans la chapelle de La Croix, tout près du tombeau de Saint Thomas d’Aquin, conformément à ses dernières volontés.

## Publications
- « Les Jacobins » dans Congrès archéologique de France, 154e session : Monuments en Toulousain et Comminges (1996), Société française d'archéologie, Paris, 2002, pp. 177-187.
- Maurice Prin, Jean Dieuzaide, Les Jacobins de Toulouse : Regard et description, éd. Les Amis des Archives de la Haute-Garonne, Toulouse, 2007